# Grigori Iwanowitsch Zchowrebow
Grigori Iwanowitsch Zchowrebow (russisch Григорий Иванович Цховребов, * 15. Juli 1924 in Chsleb, Südossetische Autonome Oblast; † 2. August 2003 in Samarqand, Usbekistan) war ein sowjetischer Pilot.

## Biografie
Er entstammte einer ossetischen Bauernfamilie und schloss das Abitur ab. Im November 1940 trat er im Rahmen eines speziellen Rekrutierungsprogramms dem Fliegerclub der Stadt Zchinwali bei. Nach seinem Abschluss im Fliegerclub im April 1941 wurde er an die Militärpilotenschule in Gəncə geschickt. Im November 1941, nach der Auflösung der Schule, wurde er an die Rotbanner-Luftfahrtpilotenschule in Borissoglebsk versetzt. Während des Sportunterrichts erlitt er eine Handverletzung und wurde von der Ärztekommission als eingeschränkt tauglich befunden. Im November 1943 setzte er sein Studium an der 21. Militärfliegerschule in Telawi fort und wechselte dann zur Fliegerschule in Armawir.
Im Januar 1945 wurde er im Rang eines Leutnants zur Reserve versetzt. Er arbeitete weiterhin in der Zivilluftfahrt. Gleichzeitig war er Flugschüler im 5. separaten Fliegergeschwader der Zivilluftflotte in der Stadt Samarqand. Ab September 1945 arbeitete er als Polikarpow Po-2-Flugzeugpilot in der 239. Fliegerabteilung in Nukus. Er führte Arbeiten im Interesse der Landwirtschaft durch, bestäubte Felder und bekämpfte Heuschrecken. Bis 1952 wurde er für die Lissunow Li-2 und die Antonow An-2 umgeschult.
1954 wurde er als Flugkommandant zur 163. Luftfahrtabteilung der Zivilluftflotte der usbekischen Zivilluftfahrtverwaltung versetzt. Er arbeitete mehr als 20 Jahre in dieser Fliegerstaffel. Während seines Flugdienstes führte er Sonderflüge zur Betreuung geologischer Expeditionen durch, beteiligte sich an der Bekämpfung landwirtschaftlicher Schädlinge und führte Flüge zur Entlaubung von Baumwollfeldern in Usbekistan durch. 1958 nahm er an einer Expedition zur Heuschreckenbekämpfung im Iran teil. Er leistete einen großen Beitrag zur Entwicklung von Neuland in den Regionen Sirdaryo und Jizzax zur Steigerung des Ertrags von Baumwolle und anderen landwirtschaftlichen Nutzpflanzen sowie zur effizienteren Nutzung des Luftverkehrs. Über ein Vierteljahrhundert bewirtschaftete er 131.600 Hektar Baumwollfelder.
Bis 1979 hatte er 23.000 Stunden störungsfreien Betrieb und bestand im selben Jahr den Pilotenstandard der 1. Klasse. Als Fluglehrer bildete er 90 Piloten aus, von denen viele die Iljuschin Il-62, Tupolew Tu-154 und Jakowlew Jak-40 flogen. Seit Juli 1983 arbeitete er als An-2-Pilot in der 436. Flugabteilung. Im Oktober 1985 ging er in den Ruhestand. Er wurde zum Abgeordneten des Bezirksrates, zum Delegierten des XIIX. Kongresses der Kommunistischen Partei Usbekistans und des XXVI. Kongresses der KPdSU gewählt. Er wurde auf einem Militärfriedhof in der Stadt Samarqand beigesetzt.
1982 produzierte das Zentrale Studio für Dokumentarfilme einen Dokumentarfilm, der dem 60. Jahrestag der zivilen Luftflotte der UdSSR gewidmet war. Der Film enthält auch eine Geschichte über Zchowrebow.

## Auszeichnungen (Auswahl)
- Orden des Roten Banners der Arbeit (1965)[1]
- Orden der Oktoberrevolution (1971)[1]
- Staatspreis der UdSSR (1979)[2]
- Held der sozialistischen Arbeit & Leninorden (1980)[1][2]
- Ehrenmitarbeiter von Antonow[1]